# Liste der Kulturdenkmale in Tangerhütte
In der Liste der Kulturdenkmale in Tangerhütte sind alle  Kulturdenkmale der Gemeinde Tangerhütte und ihrer Ortsteile aufgelistet. Grundlage ist das Denkmalverzeichnis des Landes Sachsen-Anhalt, das auf Basis des Denkmalschutzgesetzes des Landes Sachsen-Anhalt vom 21. Oktober 1991 durch das Landesamt für Denkmalpflege und Archäologie Sachsen-Anhalt erstellt und seither laufend ergänzt wurde (Stand: 31. Dezember 2022).

## Kulturdenkmale nach Ortsteilen

### Tangerhütte
| Lage | Bezeichnung                                      | Beschreibung | Erfassungs- nummer | Ausweisungsart | Bild                   |
| --- | ------------------------------------------------ | --- | ------------------ | -------------- | ---------------------- |
| Bahnhofstraße westlich und östlich der Bahnstrecke (Karte) | Bahnhof                                          | | 094 76222          | Baudenkmal     | Weitere Bilder         |
| Bahnhofstraße 2 (Karte) | Wohnhaus                                         | | 094 76251          | Baudenkmal     | Wohnhaus               |
| Bahnhofstraße 7 (Karte) | Bauernhof                                        | | 094 76229          | Baudenkmal     | Bauernhof              |
| Bismarckstraße westlich der Bahnüberführung neben dem Stellwerk (Karte) | Transformatorenstation                           | | 094 76236          | Baudenkmal     | Transformatorenstation |
| Bismarckstraße nördliche Seite der Bismarckstraße, direkt östlich des Tanger (Karte) | Transformatorenstation                           | | 094 76237          | Baudenkmal     | BW                     |
| Bismarckstraße 5 (Karte) | Rathaus                                          | | 094 75721          | Baudenkmal     | BW                     |
| Bismarckstraße 16 (Karte) | Wohn- und Geschäftshaus                          | | 094 75722          | Baudenkmal     | BW                     |
| Bismarckstraße 49 (Karte) | Wohn- und Geschäftshaus                          | | 094 76256          | Baudenkmal     | BW                     |
| Bismarckstraße 72 (Karte) | Wohnhaus                                         | | 094 76231          | Baudenkmal     | BW                     |
| Breite Straße 20 östlich der einstigen Dorfkirche Väthen (Karte) | Pfarrhaus                                        | Oberpfarre | 094 75723          | Baudenkmal     | BW                     |
| Breite Straße 21 (Karte) | Bauernhof                                        | | 094 75724          | Baudenkmal     | BW                     |
| Friedrich-Engels-Straße 8 (Karte) | Wohn- und Geschäftshaus                          | | 094 76240          | Baudenkmal     | BW                     |
| Industriestraße 2, 3, 6, 8, 9, 10, 11, 12, 13, 14, 15, 16, 17, 18, 19, 21, 23, 24, hinter 24, 25, 26, 27, 28, 29, 31, 33, 35, 37, 39, 41, Parkstraße 3, 4 Wagenführstraße 2, 3, 4 Gelände des Eisenwerks Tangerhütte östlich der Gießereistraße einschließlich Park (Karte) | Eisenwerk Tangerhütte                            | Der Denkmalbereich umfasst das Gelände des ehemaligen Eisenwerks mit den erhaltenen Bauten, die Wohngebäude an der Industriestraße und den Stadtpark mit zwei Fabrikantenvillen, Altes und Neues Schloß genannt. Mehrere Gebäude in diesem Bereich sind außerdem als Einzeldenkmale geschützt, ebenso der Stadtpark. | 094 18513          | Denkmalbereich | Weitere Bilder         |
| Industriestraße (Westseite, zwischen Nr. 2 und 6) (Karte) | Gießenreihalle der Eisenhütte                    | | 094 76381          | Baudenkmal     | Weitere Bilder         |
| Industriestraße 3 (Karte) | Villa                                            | | 094 76374          | Baudenkmal     | BW                     |
| Industriestraße 8, 10, 12, 14 (Karte) | sog. Meisterhäuser                               | | 094 76379          | Baudenkmal     | sog. Meisterhäuser     |
| Industriestraße 7 (Karte) | Veranda                                          | | 094 76375          | Baudenkmal     | Veranda                |
| Industriestraße 15, 17 (Karte) | Häusergruppe                                     | | 094 76377          | Baudenkmal     | Häusergruppe           |
| Industriestraße 19 (Karte) | Wohnhaus                                         | | 094 76378          | Baudenkmal     | BW                     |
| Industriestraße (hinter Industriestraße 24) (Karte) | Wirtschaftsgebäude                               | | 094 76380          | Baudenkmal     | Wirtschaftsgebäude     |
| Karl-Marx-Straße 29 (Karte) | Wohn- und Geschäftshaus                          | | 094 76238          | Baudenkmal     | BW                     |
| Magdeburger Straße (Karte) | Kirche                                           | | 094 18507          | Baudenkmal     | BW                     |
| Otto-Nuschke-Straße 47 (Karte) | Glasbild                                         | Glasbild 2022 als Baudenkmal ausgewiesen. | 094 22064          | Baudenkmal     | BW                     |
| zwischen Parkstraße und Südtangente (Karte) | Park                                             | | 094 18510          | Baudenkmal     | Weitere Bilder         |
| im östlichen Teil des Parks (Karte) | Mausoleum                                        | | 094 76383          | Baudenkmal     | Weitere Bilder         |
| Parkstraße 2 (Karte) | sog. Altes Schloss                               | | 094 18508          | Baudenkmal     | Weitere Bilder         |
| Parkstraße 4 (Karte) | sog. Neues Schloss                               | | 094 18509          | Baudenkmal     | Weitere Bilder         |
| Uchtdorf Platz des Friedens (Karte) | Kriegerdenkmal                                   | | 094 76615          | Baudenkmal     | BW                     |
| Rosa-Luxemburg-Straße 36 (Karte) | Wandbild                                         | | 107 35022          | Baudenkmal     | BW                     |
| Rudi-Arndt-Straße 14 (Karte) | Kinderkrippe                                     | | 094 76239          | Baudenkmal     | BW                     |
| Schönwalder Chaussee 2, Werner-Seelenbinder-Ring (Karte) | Kirche St. Elisabeth                             | römisch-katholische Filialkirche | 094 30607          | Baudenkmal     | Kirche St. Elisabeth   |
| Schönwalder Straße 33 (nördlicher Stadtrand) (Karte) | Schule                                           | Wilhelm-Wundt-Schule | 094 18512          | Baudenkmal     | BW                     |
| Straße der Jugend auf dem Friedhof (Karte) | Feierhalle                                       | | 094 30608          | Baudenkmal     | BW                     |
| Wagenführstraße 2, 4 (Karte) | Metalltischlerei und Schlosserei der Tangerhütte | | 094 76382          | Baudenkmal     | BW                     |

### Bellingen
| Lage | Bezeichnung    | Beschreibung                                                                                    | Erfassungs- nummer | Ausweisungsart | Bild           |
| --- | -------------- | ----------------------------------------------------------------------------------------------- | ------------------ | -------------- | -------------- |
| östlich vom Ortsausgang südliche Straßenseite, Nähe Abzweig Demker, an der Straße nach Tangermünde (Karte) | Distanzstein   | Preußischer Rundsockelstein (0661) bei Bellingen, Demker, an der L 30 Abzweig K 1192 nach Welle | 094 75727          | Kleindenkmal   | Distanzstein   |
| nördlich des Ortes am Feldweg Richtung Ziegelteich (Karte)                                                 | Wegweiser      |                                                                                                 | 094 76475          | Kleindenkmal   | BW             |
| Dorfstraße (Karte)                                                                                         | Kirche         |                                                                                                 | 094 75849          | Baudenkmal     | Weitere Bilder |
| Dorfstraße bei Kirche (Karte)                                                                              | Kriegerdenkmal |                                                                                                 | 094 75844          | Kleindenkmal   | BW             |
| Dorfstraße 21 (Karte)                                                                                      | Wohnhaus       |                                                                                                 | 094 71464          | Baudenkmal     | BW             |
| Dorfstraße 27, 29, 30 (Karte)                                                                              | Straßenzeile   |                                                                                                 | 094 71465          | Denkmalbereich | BW             |

### Birkholz
| Lage                                           | Bezeichnung    | Beschreibung       | Erfassungs- nummer | Ausweisungsart | Bild           |
| ---------------------------------------------- | -------------- | ------------------ | ------------------ | -------------- | -------------- |
| Dorfplatz (Karte)                              | Kirche         |                    | 094 30605          | Baudenkmal     | Weitere Bilder |
| Schulstraße 5 östlicher Teil des Ortes (Karte) | Rittergut      | Rittergut Birkholz | 094 30606          | Baudenkmal     | Rittergut      |
| Straße des Friedens auf dem Friedhof (Karte)   | Kriegerdenkmal |                    | 094 30604          | Kleindenkmal   | BW             |

### Bittkau
| Lage                              | Bezeichnung    | Beschreibung | Erfassungs- nummer | Ausweisungsart | Bild           |
| --------------------------------- | -------------- | ------------ | ------------------ | -------------- | -------------- |
| am südlichen Ortsrand (Karte)     | Kirche         |              | 094 18438          | Baudenkmal     | Weitere Bilder |
| Poststraße (Karte)                | Ehrenmal       |              | 094 30599          | Kleindenkmal   | BW             |
| Rudolf-Breitscheid-Straße (Karte) | Kriegerdenkmal |              | 094 30598          | Kleindenkmal   | Kriegerdenkmal |

### Briest
| Lage                                                  | Bezeichnung | Beschreibung                                       | Erfassungs- nummer | Ausweisungsart               | Bild      |
| ----------------------------------------------------- | ----------- | -------------------------------------------------- | ------------------ | ---------------------------- | --------- |
| Lindenstraße südwestliche Hälfte der Ortslage (Karte) | Rittergut   | Rittergut Stammgut der Familie von Bismarck-Briest | 094 75978          | Baudenkmal                   | Rittergut |
| Lindenstraße (Karte)                                  | Kirche      | Kirche                                             | 094 75978 001      | Teilobjekt eines Baudenkmals | Kirche    |

### Brunkau
| Lage                                 | Bezeichnung | Beschreibung      | Erfassungs- nummer | Ausweisungsart | Bild |
| ------------------------------------ | ----------- | ----------------- | ------------------ | -------------- | ---- |
| Lüderitzer Weg (Karte)               | Kirche      |                   | 094 76324          | Baudenkmal     | BW   |
| Lüderitzer Weg 2, 3, 4, 5, 6 (Karte) | Rittergut   | Rittergut Brunkau | 094 17966          | Baudenkmal     | BW   |

### Cobbel
| Lage                    | Bezeichnung    | Beschreibung | Erfassungs- nummer | Ausweisungsart | Bild           |
| ----------------------- | -------------- | ------------ | ------------------ | -------------- | -------------- |
| Lindenstraße (Karte)    | Kirche         |              | 094 30602          | Baudenkmal     | Kirche         |
| Lindenstraße (Karte)    | Kriegerdenkmal |              | 094 30601          | Kleindenkmal   | Kriegerdenkmal |
| Lindenstraße 17 (Karte) | Pfarrhaus      |              | 094 30603          | Baudenkmal     | Pfarrhaus      |

### Demker
| Lage | Bezeichnung    | Beschreibung | Erfassungs- nummer | Ausweisungsart | Bild           |
| --- | -------------- | ------------ | ------------------ | -------------- | -------------- |
| ca. 1 km nordwestlich des Dorfes (Karte) | Bahnhof        |              | 094 76223          | Baudenkmal     | Bahnhof        |
| nordwestlich von Demker an der L 30 zwischen Bellingen und Bahnhof Demker, ca. 30 m westlich der Einmündung der Route von Demker in Richtung Welle (Karte) | Distanzstein   |              | 094 75666          | Kleindenkmal   | Distanzstein   |
| Dorfstraße (Karte) | Kirche         |              | 094 75932          | Baudenkmal     | Weitere Bilder |
| Dorfstraße (Karte) | Kriegerdenkmal |              | 094 75931          | Kleindenkmal   | BW             |

### Elversdorf
| Lage               | Bezeichnung | Beschreibung | Erfassungs- nummer | Ausweisungsart | Bild   |
| ------------------ | ----------- | ------------ | ------------------ | -------------- | ------ |
| Dorfstraße (Karte) | Kirche      |              | 094 18448          | Baudenkmal     | Kirche |

### Grieben
| Lage                     | Bezeichnung    | Beschreibung | Erfassungs- nummer | Ausweisungsart | Bild   |
| ------------------------ | -------------- | ------------ | ------------------ | -------------- | ------ |
| Bittkauer Straße (Karte) | Mühle          |              | 094 18460          | Baudenkmal     | Mühle  |
| Breite Straße (Karte)    | Kirche         |              | 094 18459          | Baudenkmal     | Kirche |
| Breite Straße (Karte)    | Park           |              | 094 30597          | Baudenkmal     | Park   |
| Breite Straße (Karte)    | Kriegerdenkmal |              | 094 30596          | Kleindenkmal   | BW     |
| Breite Straße 42 (Karte) | Pfarrhaus      |              | 094 76215          | Baudenkmal     | BW     |

### Groß Schwarzlosen
| Lage                                     | Bezeichnung                  | Beschreibung | Erfassungs- nummer | Ausweisungsart               | Bild           |
| ---------------------------------------- | ---------------------------- | ------------ | ------------------ | ---------------------------- | -------------- |
| Kirchstraße (Karte)                      | Dorfkirche Groß Schwarzlosen | Kirche       | 094 75961          | Baudenkmal                   | Weitere Bilder |
| Tangermünder Straße (Karte)              | Rittergut                    | Gutshof      | 094 75959          | Baudenkmal                   | BW             |
| Tangermünder Straße 13 (Karte)           | Herrenhaus                   | Herrenhaus   | 094 75959 001      | Teilobjekt eines Baudenkmals | Herrenhaus     |
| Kirchstraße, im Gutspark                 | Burg                         | Burg         | 094 75959 002      | Teilobjekt eines Baudenkmals |                |
| Kirchstraße, Tangermünder Straße (Karte) | Park                         | Park         | 094 75959 003      | Teilobjekt eines Baudenkmals | BW             |

### Hüselitz
| Lage | Bezeichnung  | Beschreibung | Erfassungs- nummer | Ausweisungsart | Bild         |
| --- | ------------ | ------------ | ------------------ | -------------- | ------------ |
| westlich von Hüselitz an der L 30, auf der Südseite der Kreuzung mit dem alten Weg von Buchholz nach Klein Schwarzlosen (Karte) | Distanzstein |              | 094 75937          | Kleindenkmal   | Distanzstein |
| Dorfstraße (Karte) | Kirche       |              | 094 75938          | Baudenkmal     | BW           |
| Dorfstraße 51 (Karte) | Bauernhof    |              | 094 75940          | Baudenkmal     | BW           |

### Jerchel
| Lage                 | Bezeichnung | Beschreibung | Erfassungs- nummer | Ausweisungsart | Bild           |
| -------------------- | ----------- | ------------ | ------------------ | -------------- | -------------- |
| Schulstraße (Karte)  | Kirche      |              | 094 10570          | Baudenkmal     | Weitere Bilder |
| Parkstraße 7 (Karte) | Uhr         |              | 094 75708          | Baudenkmal     | BW             |

### Kehnert
| Lage                        | Bezeichnung     | Beschreibung                                    | Erfassungs- nummer | Ausweisungsart               | Bild           |
| --------------------------- | --------------- | ----------------------------------------------- | ------------------ | ---------------------------- | -------------- |
| August-Bebel-Straße (Karte) | Kirche          |                                                 | 094 18476          | Baudenkmal                   | Kirche         |
| August-Bebel-Straße (Karte) | Schloss Kehnert | Rittergut Schulenburgscher Hof, Schloss Kehnert | 094 18477          | Baudenkmal                   | Weitere Bilder |
| Schloßstraße 1 (Karte)      | Herrenhaus      | Herrenhaus                                      | 094 18477 001      | Teilobjekt eines Baudenkmals | BW             |
| Schloßstraße 1 (Karte)      | Park            | Park                                            | 094 18477 002      | Teilobjekt eines Baudenkmals | BW             |
| Schloßstraße 1 (Karte)      | Wirtschaftshof  | Wirtschaftshof                                  | 094 18477 003      | Teilobjekt eines Baudenkmals | BW             |

### Klein Schwarzlosen
| Lage | Bezeichnung    | Beschreibung                       | Erfassungs- nummer | Ausweisungsart | Bild         |
| --- | -------------- | ---------------------------------- | ------------------ | -------------- | ------------ |
| im südlichen Teil der Dorfflur, an der K 1191 in Richtung Schönwalde bei der Einmündung der K 1190 von Stegelitz, im südlichen Winkel der Straßenverläufe (Karte) | Distanzstein   | Preußischer Rundsockelstein (2286) | 094 76612          | Kleindenkmal   | Distanzstein |
| Dorfstraße (Karte) | Kirche         |                                    | 094 75939          | Baudenkmal     | BW           |
| Dorfstraße östlich vor der Kirchhofsmauer (Karte) | Kriegerdenkmal |                                    | 094 71469          | Baudenkmal     | BW           |

### Lüderitz
| Lage                                                                            | Bezeichnung    | Beschreibung | Erfassungs- nummer | Ausweisungsart | Bild           |
| ------------------------------------------------------------------------------- | -------------- | ------------ | ------------------ | -------------- | -------------- |
| Straße der Freundschaft östlicher Abzweig am nördlichen Ende der Straße (Karte) | Friedhof       |              | 094 76476          | Baudenkmal     | BW             |
| Straße der Freundschaft gegenüber der Kirche (Karte)                            | Denkmal        |              | 094 75952          | Kleindenkmal   | BW             |
| Straße der Freundschaft vor dem Eckhaus zum Molkereiweg (Karte)                 | Distanzstein   |              | 094 75951          | Kleindenkmal   | Distanzstein   |
| Straße der Freundschaft 25 (Karte)                                              | Wohnhaus       |              | 094 71471          | Baudenkmal     | BW             |
| Straße der Freundschaft 33 (Karte)                                              | Kirche         |              | 094 75954          | Baudenkmal     | Weitere Bilder |
| Straße der Freundschaft 33 (Karte)                                              | Kriegerdenkmal |              | 094 75953          | Kleindenkmal   | BW             |
| Straße der Freundschaft 48/50 (Karte)                                           | Wohnhaus       |              | 094 75956          | Baudenkmal     | BW             |
| Straße der Freundschaft 52 (Karte)                                              | Bauernhaus     |              | 094 75957          | Baudenkmal     | BW             |

### Mahlpfuhl
| Lage                                                                               | Bezeichnung              | Beschreibung                                                                                     | Erfassungs- nummer | Ausweisungsart                              | Bild                     |
| ---------------------------------------------------------------------------------- | ------------------------ | ------------------------------------------------------------------------------------------------ | ------------------ | ------------------------------------------- | ------------------------ |
| Chausseestraße 1 westlich außerhalb der Stadt an der Straße nach Mahlpfuhl (Karte) | Villa                    | Villa                                                                                            | 094 30611          | Baudenkmal                                  | BW                       |
| Dorfstraße auf dem Dorfanger (Karte)                                               | Kirche                   | Kirche                                                                                           | 094 30609          | Baudenkmal                                  | Kirche                   |
| Am Rundling (Karte)                                                                | Kriegerdenkmal Mahlpfuhl | Kriegerdenkmal 2020 als Denkmal eingetragen, wird als Teilobjekt ees Baudenkmals Kirche geführt. | 094 30609 001      | Teilobjekt eines Baudenkmals - Kleindenkmal | Kriegerdenkmal Mahlpfuhl |
| Dorfstraße 19 (Karte)                                                              | Wohnhaus                 | Wohnhaus                                                                                         | 094 30610          | Baudenkmal                                  | BW                       |

### Ottersburg
| Lage                 | Bezeichnung | Beschreibung | Erfassungs- nummer | Ausweisungsart | Bild      |
| -------------------- | ----------- | ------------ | ------------------ | -------------- | --------- |
| LPG-Hof 1, 2 (Karte) | Rittergut   |              | 094 76405          | Baudenkmal     | Rittergut |

### Ringfurth
| Lage                       | Bezeichnung | Beschreibung | Erfassungs- nummer | Ausweisungsart | Bild           |
| -------------------------- | ----------- | ------------ | ------------------ | -------------- | -------------- |
| Cobbeler Straße 17 (Karte) | Taubenturm  |              | 094 30600          | Baudenkmal     | Taubenturm     |
| Schulstraße (Karte)        | Kirche      |              | 094 18160          | Baudenkmal     | Weitere Bilder |

### Scheeren
| Lage                                                                                           | Bezeichnung  | Beschreibung | Erfassungs- nummer | Ausweisungsart | Bild         |
| ---------------------------------------------------------------------------------------------- | ------------ | ------------ | ------------------ | -------------- | ------------ |
| an der Durchgangsstraße nach Grieben am östlichen Ortsausgang südlich neben der Straße (Karte) | Distanzstein | Postsäule    | 094 18437          | Kleindenkmal   | Distanzstein |

### Schelldorf
| Lage               | Bezeichnung | Beschreibung | Erfassungs- nummer | Ausweisungsart | Bild   |
| ------------------ | ----------- | ------------ | ------------------ | -------------- | ------ |
| Dorfstraße (Karte) | Kirche      |              | 094 36481          | Baudenkmal     | Kirche |

### Schernebeck
| Lage                   | Bezeichnung | Beschreibung | Erfassungs- nummer | Ausweisungsart | Bild |
| ---------------------- | ----------- | ------------ | ------------------ | -------------- | ---- |
| Flur 8, FS 133 (Karte) | Forsthof    | Forsthaus 2  | 094 36484          | Baudenkmal     | BW   |
| Budenstraße 20 (Karte) | Wohnhaus    |              | 094 71478          | Baudenkmal     | BW   |
| Dorfstraße (Karte)     | Kirche      |              | 094 76589          | Baudenkmal     | BW   |
| Dorfstraße 9 (Karte)   | Wohnhaus    |              | 094 76590          | Baudenkmal     | BW   |

### Schleuß
| Lage                 | Bezeichnung | Beschreibung | Erfassungs- nummer | Ausweisungsart | Bild           |
| -------------------- | ----------- | ------------ | ------------------ | -------------- | -------------- |
| Dorfstraße (Karte)   | Kirche      |              | 094 18526          | Baudenkmal     | Weitere Bilder |
| Dorfstraße 9 (Karte) | Wohnhaus    |              | 094 71466          | Baudenkmal     | BW             |

### Schönwalde (Altmark)
| Lage                              | Bezeichnung    | Beschreibung | Erfassungs- nummer | Ausweisungsart | Bild |
| --------------------------------- | -------------- | ------------ | ------------------ | -------------- | ---- |
| Dorfstraße (Karte)                | Kirche         |              | 094 71476          | Baudenkmal     | BW   |
| Dorfstraße bei der Kirche (Karte) | Kriegerdenkmal |              | 094 71477          | Baudenkmal     | BW   |

### Stegelitz
| Lage                             | Bezeichnung    | Beschreibung | Erfassungs- nummer | Ausweisungsart | Bild   |
| -------------------------------- | -------------- | ------------ | ------------------ | -------------- | ------ |
| bei Dorfstraße 27 (Karte)        | Distanzstein   |              | 094 76591          | Kleindenkmal   | BW     |
| Dorfstraße (Karte)               | Kirche         |              | 094 18485          | Baudenkmal     | Kirche |
| Dorfstraße an der Kirche (Karte) | Kriegerdenkmal |              | 094 71475          | Kleindenkmal   | BW     |
| Dorfstraße 8 (Karte)             | Bauernhof      |              | 094 71473          | Baudenkmal     | BW     |
| Dorfstraße 12 (Karte)            | Scheune        |              | 094 71474          | Baudenkmal     | BW     |
| Dorfstraße 20 (Karte)            | Wohnhaus       |              | 094 71472          | Baudenkmal     | BW     |

### Uchtdorf
| Lage                         | Bezeichnung | Beschreibung | Erfassungs- nummer | Ausweisungsart | Bild |
| ---------------------------- | ----------- | ------------ | ------------------ | -------------- | ---- |
| Burgstaller Straße (Karte)   | Kirche      |              | 094 18514          | Baudenkmal     | BW   |
| Burgstaller Straße 3 (Karte) | Bauernhof   |              | 094 76613          | Baudenkmal     | BW   |
| Burgstaller Straße 5 (Karte) | Bauernhaus  |              | 094 76614          | Baudenkmal     | BW   |

### Uetz
| Lage                               | Bezeichnung | Beschreibung | Erfassungs- nummer | Ausweisungsart | Bild |
| ---------------------------------- | ----------- | ------------ | ------------------ | -------------- | ---- |
| Parkstraße Sonnemannstraße (Karte) | Kirche      |              | 094 18518          | Baudenkmal     | BW   |

### Weißewarte
| Lage                 | Bezeichnung | Beschreibung | Erfassungs- nummer | Ausweisungsart | Bild |
| -------------------- | ----------- | ------------ | ------------------ | -------------- | ---- |
| Dorfstraße 9 (Karte) | Forsthof    |              | 094 18524          | Baudenkmal     | BW   |
| Kirchstraße (Karte)  | Kirche      |              | 094 18523          | Baudenkmal     | BW   |

### Windberge
| Lage                                        | Bezeichnung    | Beschreibung | Erfassungs- nummer | Ausweisungsart | Bild           |
| ------------------------------------------- | -------------- | ------------ | ------------------ | -------------- | -------------- |
| Friedhofsweg (Karte)                        | Kirche         |              | 094 18525          | Baudenkmal     | Weitere Bilder |
| Friedhofsweg vor der Kirchhofsmauer (Karte) | Kriegerdenkmal |              | 094 71467          | Baudenkmal     | BW             |

## Ehemalige Kulturdenkmale nach Ortsteilen
Die nachfolgenden Objekte waren ursprünglich ebenfalls denkmalgeschützt oder wurden in der Literatur als Kulturdenkmale geführt. Die Denkmale bestehen heute jedoch nicht mehr, ihre Unterschutzstellung wurde aufgehoben oder sie werden nicht mehr als Denkmale betrachtet.

### Bellingen
| Lage          | Bezeichnung | Beschreibung | Erfassungs- nummer | Ausweisungsart | Bild |
| ------------- | ----------- | ------------ | ------------------ | -------------- | ---- |
| Dorfstraße 53 | Wohnhaus    |              | 094 75884          |                |      |
| Dorfstraße 64 | Wohnhaus    |              | 094 75913          |                |      |

### Birkholz
| Lage                          | Bezeichnung | Beschreibung | Erfassungs- nummer | Ausweisungsart | Bild |
| ----------------------------- | ----------- | ------------ | ------------------ | -------------- | ---- |
| Koordinaten fehlen! Hilf mit. | Kirche      |              | 094 18436          |                |      |

### Groß Schwarzlosen
| Lage                                   | Bezeichnung    | Beschreibung | Erfassungs- nummer | Ausweisungsart | Bild |
| -------------------------------------- | -------------- | ------------ | ------------------ | -------------- | ---- |
| Koordinaten fehlen! Hilf mit.          | Gutshaus       |              | 094 75960          |                |      |
| Kirchstraße (Karte)                    | Kriegerdenkmal |              | 094 75958          |                | BW   |
| Mittelstraße 13 (Karte)                | Scheune        |              | 094 75962          |                | BW   |
| Tangermünder Straße entlang der Straße | Mauer          |              | 094 75963          |                |      |
| Tangermünder Straße 11 (Karte)         | Wohnhaus       |              | 094 75964          |                | BW   |

### Tangerhütte
| Lage                       | Bezeichnung                   | Beschreibung | Erfassungs- nummer | Ausweisungsart | Bild                          |
| -------------------------- | ----------------------------- | --- | ------------------ | -------------- | ----------------------------- |
| Industriestraße 2 (Karte)  | Kontorgebäude der Tangerhütte | Das Gebäude lag nördlich der großen Werkhalle der Hütte an der Industriestraße. Nach jahrelangem Leerstand wurde das in Privatbesitz befindliche Gebäude im September 2018 durch die Stadt als Gefahrenabwehrmaßnahme abgerissen. | 094 76373          | Baudenkmal     | Kontorgebäude der Tangerhütte |
| Industriestraße 11 (Karte) | Arbeiterhaus                  | Arbeiterhaus Nach einem Teileinsturz im Jahr 2019 wurde im Januar 2020 das Erlöschen der Denkmaleigenschaft festgestellt. Die Austragung aus dem Denkmalverzeichnis erfolgte im März 2020.                                        | 094 76376          | Baudenkmal     | BW                            |

### Weißewarte
| Lage               | Bezeichnung    | Beschreibung | Erfassungs- nummer | Ausweisungsart | Bild |
| ------------------ | -------------- | ------------ | ------------------ | -------------- | ---- |
| Dorfstraße (Karte) | Kriegerdenkmal |              | 094 30593          |                | BW   |

### Windberge
| Lage           | Bezeichnung | Beschreibung | Erfassungs- nummer | Ausweisungsart | Bild |
| -------------- | ----------- | ------------ | ------------------ | -------------- | ---- |
| Friedhofsweg 1 | Wohnhaus    |              | 094 71468          |                |      |

## Legende
In den Spalten befinden sich folgende Informationen:
- Lage: Nennt den Straßennamen und wenn vorhanden die Hausnummer des Kulturdenkmals. Die Grundsortierung der Liste erfolgt nach dieser Adresse. Der Link „Karte“ führt zu verschiedenen Kartendarstellungen und nennt die geographischen Koordinaten.
Link zu einem Kartenansichtstool, um Koordinaten zu setzen. In der Kartenansicht sind Baudenkmale ohne Koordinaten mit einem roten bzw. orangen Marker dargestellt und können in der Karte gesetzt werden. Baudenkmale ohne Bild sind mit einem blauen bzw. roten Marker gekennzeichnet, Baudenkmale mit Bild mit einem grünen bzw. orangen Marker.
- Offizielle Bezeichnung: Nennt den Namen, die Bezeichnung oder zumindest die Art des Kulturdenkmals und verlinkt, soweit vorhanden, auf den Artikel zum Objekt.
- Beschreibung: Nennt bauliche und geschichtliche Einzelheiten des Kulturdenkmals, vorzugsweise die Denkmaleigenschaften.
- Erfassungsnummer: Für jedes Kulturdenkmal wird in Sachsen-Anhalt eine 20stellige Erfassungsnummer vergeben. Die letzten zwölf Ziffern werden für die Untergliederung nach Teilobjekten genutzt und werden nur angegeben, soweit vergeben. In dieser Spalte kann sich folgendes Icon  befinden, dies führt zu Angaben zu diesem Baudenkmal bei Wikidata.
- Ausweisungsart: Die Einordnung des Denkmales nach § 2 Abs. 2 DenkmSchG LSA
- Bild: Ein Bild des Denkmales, und gegebenenfalls einen Link zu weiteren Fotos des Kulturdenkmals im Medienarchiv Wikimedia Commons. Wenn man auf das Kamerasymbol klickt, können Fotos zu Kulturdenkmalen aus dieser Liste hochgeladen werden: